# 仁慈圣母圣殿 (库斯科)

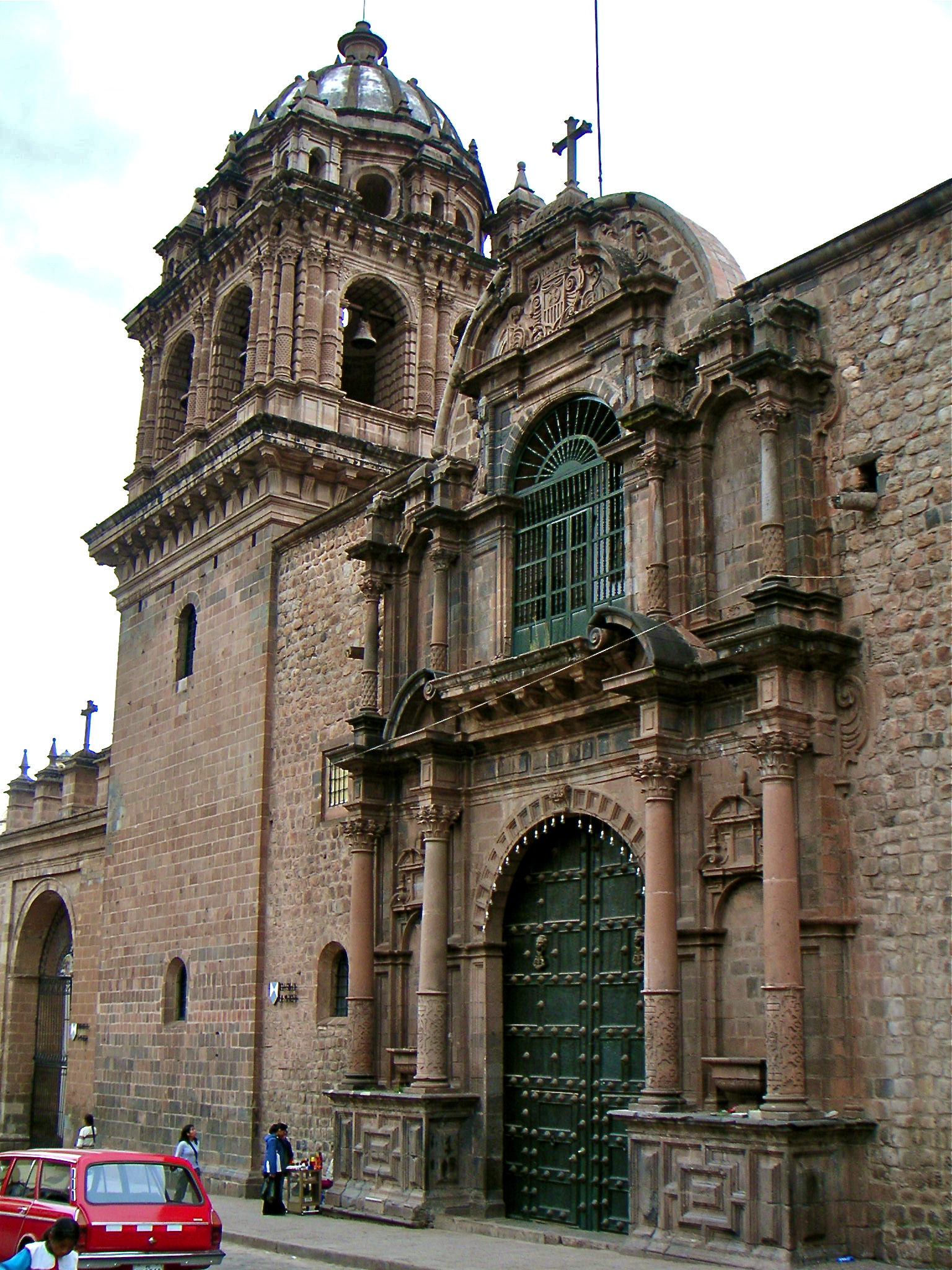

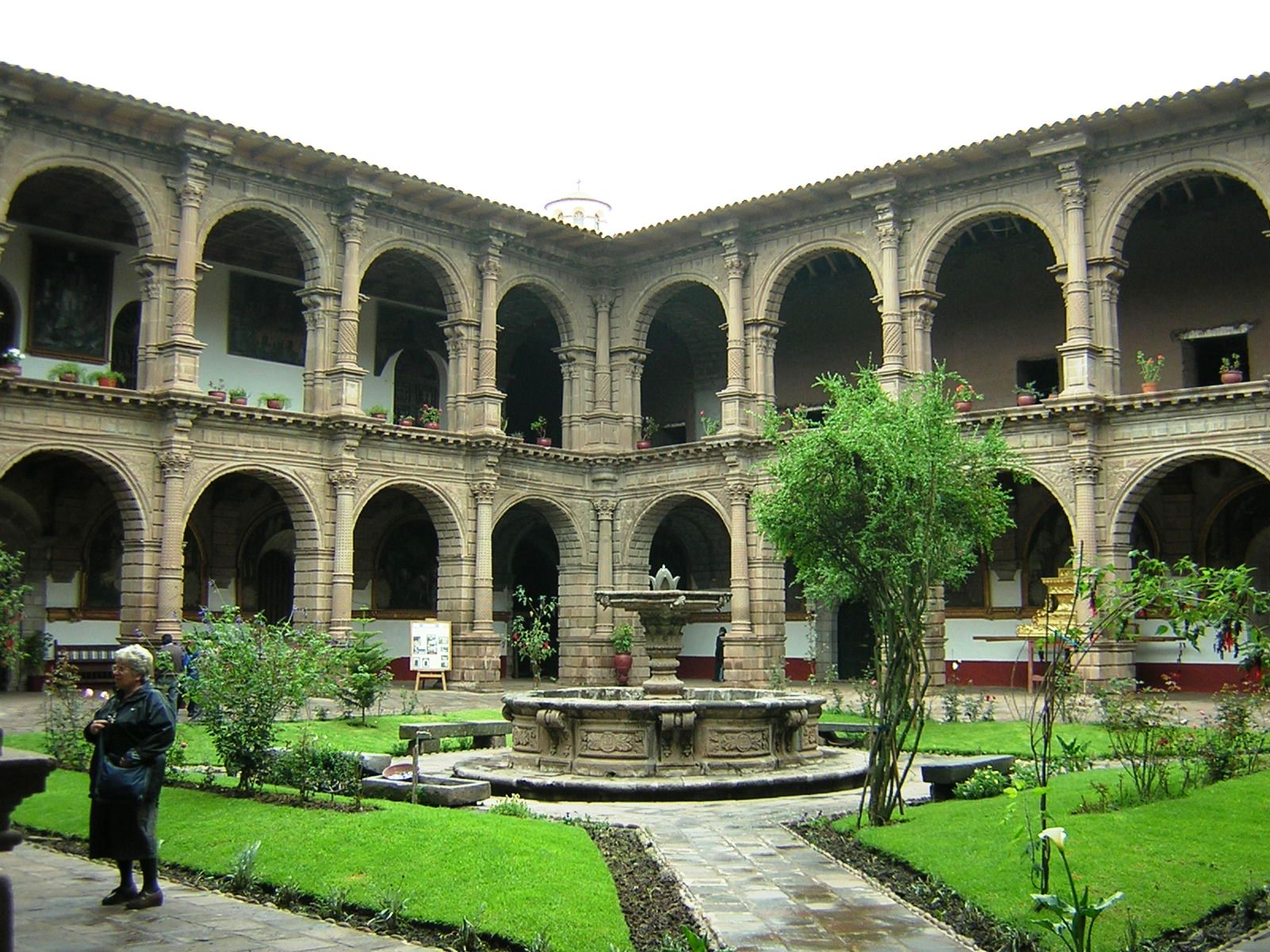

仁慈圣母圣殿（Basilica of La Merced）是一座罗马天主教次级宗座圣殿，位于秘鲁库斯科的主广场兵器广场西南侧100米处，埃斯皮纳尔广场（Plazoleta Espinar）前。它属于圣母赎虏会，附设修道院和仁慈学院。该堂拥有巴洛克风格和新古典主义建筑风格的祭坛，还有一座巴洛克钟楼，顶部为半圆形穹顶。亮点包括围屏、文艺复兴风格的门、咏经席、殖民绘画以及多色木雕。堂内安葬有迭戈·德·阿尔马格罗、迭戈·德·阿尔马格罗二世和冈萨洛·皮萨罗的遗体。。
1972年，该建筑作为库斯科纪念区的一部分，公布为秘鲁历史遗迹。 作为库斯科市历史中心的一部分, 于1983年成为世界遗产。